# Музичиле
Музичиле је насеље у Италији у округу Казерта, региону Кампанија.
Према процени из 2011. у насељу је живело 338 становника. Насеље се налази на надморској висини од 32 м.